# Eriococcus cistacearum
Eriococcus cistacearum är en insektsart som beskrevs av Goux 1936. Eriococcus cistacearum ingår i släktet Eriococcus och familjen filtsköldlöss.
Artens utbredningsområde är Frankrike. Inga underarter finns listade i Catalogue of Life.